# 范慶 (成化進士)
范慶（1451年—？），字天錫，直隸隆慶州人，民籍，明朝政治人物。

## 生平
成化十年（1474年）甲午科順天府鄉試第一百一名舉人。成化二十三年（1487年）中式丁未科會試第二百二十五名，二甲第七十六名進士。官户部员外郎，弘治十年（1497年）四月考察降调外任，歷任郧阳府同知。

## 家族
曾祖范德；祖父范從善，驛丞；父范瑄，知縣。前母慕氏；母盛氏。永感下。